# Municipio Vicente Guerrero (Durango)
Koordinaten: 23° 45′ N, 104° 0′ W
Vicente Guerrero ist ein Municipio im Südwesten des mexikanischen Bundesstaats Durango. Das Municipio Vicente Guerrero hat etwa 21.000 Einwohner und eine Fläche von 370,6 km². Verwaltungssitz und größter Ort des Municipios ist das gleichnamige Vicente Guerrero.

## Geographie
Das Municipio Vicente Guerrero liegt im Südosten des Bundesstaats Durango auf einer Höhe zwischen 1800 m und 2800 m. Es zählt zur Gänze zur physiographischen Provinz der Sierra Madre Occidental sowie zu hydrologischen Region Presidio–San Pedro. Die Geologie des Municipios setzt sich aus Alluvionen (39 %), Konglomeraten (36 %), rhyolithischen Tuffen (15 %) und Kalkstein (7 %) zusammen; Bodentyp von 35 % des Municipios ist der Kastanozem, gefolgt von 31 % Leptosol und 19 % Chernozem. Knapp 49 % der Gemeindefläche dienen dem Ackerbau, knapp 58 % als Weidefläche.
Das Municipio Pueblo Nuevo grenzt an die Municipios Nombre de Dios, Poanas und Súchil sowie an den Bundesstaat Zacatecas.

## Bevölkerung
Beim Zensus 2010 wurden im Municipio 21.117 Menschen in 5.445 Wohneinheiten gezählt. Davon wurden 166 Personen als Sprecher einer indigenen Sprache registriert, darunter 95 Sprecher des Tepehuano de Durango. Etwa 3,8 % der Bevölkerung waren Analphabeten. 7.978 Einwohner wurden als Erwerbspersonen registriert, wovon ca. 71 % Männer bzw. 7,4 % arbeitslos waren. Etwa 11,6 % der Bevölkerung lebten in extremer Armut.

## Orte
Das Municipio Pueblo Nuevo umfasst 18 bewohnte localidades, von denen vom INEGI lediglich der Hauptort als urban klassifiziert ist. Zwei Orte wiesen beim Zensus 2010 eine Einwohnerzahl von über 1000 auf, weitere acht Orte hatten zumindest 100 Einwohner. Die größten Orte sind:
| Ort                        | Einwohner |
| Vicente Guerrero           | 15.982    |
| San Francisco Javier       | 01.669    |
| Graceros                   | 00.959    |
| San Isidro de Murillos     | 00.658    |
| San Pedro Alcántara        | 00.493    |
| San José de las Corrientes | 00.445    |
| El Ancón                   | 00.415    |